# Helgicirrha irregularis
Helgicirrha irregularis är en nässeldjursart som beskrevs av Bouillon, Boero och Seghers 1988. Helgicirrha irregularis ingår i släktet Helgicirrha och familjen Eirenidae. Inga underarter finns listade i Catalogue of Life.